# サイケな恋人
サイケな恋人（サイケなこいびと）は日本のロックバンド、モーモールルギャバンの4枚目の自主制作盤CD-R。

## 解説
- ギタリストのズーミー (池住祥平) が脱退したため、ギターレスキーボード・トリオにより初めて制作された作品[1]。

## 収録曲
1. カミノケヌケタ (4:23)
2. 俺、風呂入るトゥナイト  (4:59)
映像作品『〜THE MOVIE OF MOWMOW LULU GYABAN〜「PINK and BLACK」』にセットされたシングルCD『Good Bye Thank You』のカップリング曲として再録音されている。
3. 裸族 (3:24)
『クロなら結構です』で再録音されている。
PVが作製されている。
4. ユキちゃんに振られた (4:02)
『ラブレター』収録曲の再録音版。
クラウドファンディングCAMPFIREのリターンとして再録音されている。
5. サイケな恋人 (7:38)
ヤジマX名義の曲のモーモールルギャバン版
『野口、久津川で爆死』で再録音されている。
PVが作製されている。

（作詞・作曲：モーモールルギャバン）

## 参加メンバー
- ゲイリー矢島 (矢島剛) ：ドラム/ヴォーカル (#1, #2, #3, #4, #5)
- まるりん (丸山知秀) ：ベース/コーラス
- yuu オイエ (尾家祐子) ：キーボード/ヴォーカル (#3, #5) /コーラス

ゲスト
- ほかほかきどりっこ、オガワ、凛々くん、元モームス（the NO）、 タクチャン（圧力BOYZ）：パンティ・コール (#5)